# Solituderennen 1961
Solituderennen 1961 je bila štirinajsta neprvenstvena dirka Formule 1 v sezoni 1961. Odvijala se je 23. julija 1961 na dirkališču Solitudering.

## Dirka
| Poz | Dirkač                  | Moštvo                     | Konstruktor          | Čas/Odstop | Št. mesto |
| --- | ----------------------- | -------------------------- | -------------------- | ---------- | --------- |
| 1   | Innes Ireland           | Team Lotus                 | Lotus-Climax         | 1.41:04.6  | 4         |
| 2   | Jo Bonnier              | Porsche System Engineering | Porsche              | + 0.1 s    | 1         |
| 3   | Dan Gurney              | Porsche System Engineering | Porsche              | + 0.3 s    | 2         |
| 4   | Bruce McLaren           | Cooper Car Company         | Cooper-Climax        | + 17.9 s   | 3         |
| 5   | Jack Brabham            | Cooper Car Company         | Cooper-Climax        | + 47.6 s   | 8         |
| 6   | Hans Herrmann           | Porsche System Engineering | Porsche              | + 1:01.5 s | 6         |
| 7   | Jim Clark               | Team Lotus                 | Lotus-Climax         | + 1:27.9 s | 7         |
| 8   | Edgar Barth             | Porsche System Engineering | Porsche              | + 3:27.3   | 10        |
| 9   | Trevor Taylor           | Team Lotus                 | Lotus-Climax         | + 4:22.0 s | 9         |
| Ods | Stirling Moss           | UDT Laystall Racing Team   | Lotus-Climax         | Menjalnik  | 5         |
| Ods | Maurice Trintignant     | Scuderia Serenissima       | Cooper-Maserati      | Motor      | 15        |
| Ods | Roberto Bussinello      | Scuderia Serenissima       | De Tomaso-Alfa Romeo | Motor      | 16        |
| Ods | Wolfgang Seidel         | Scuderia Colonia           | Lotus-Climax         | Volan      | 14        |
| Ods | Mike Spence             | Emeryson Cars              | Emeryson-Climax      | Menjalnik  | 11        |
| Ods | Carel Godin de Beaufort | Ecurie Maarsbergen         | Porsche              | Engine     | 13        |
| Ods | Piero Monteverdi        | Piero Monteverdi           | MBM-Porsche          | Motor      | 17        |
| Ods | Michael May             | Scuderia Colonia           | Lotus-Climax         | Trčenje    | 12        |
| DNS | Lloyd Casner            | Camoradi International     | Lotus-Climax         | Motor      | -         |
| DNS | Peter Arundell          | Team Lotus                 | Lotus-Climax         |            | -         |
| WD  | Wolfgang von Trips      | SEFAC Ferrari              | Ferrari              |            | -         |
| WD  | Phil Hill               | SEFAC Ferrari              | Ferrari              |            | -         |
| WD  | Olivier Gendebien       | Equipe Nationale Belge     | Emeryson-Maserati    |            | -         |
| WD  | Willy Mairesse          | Equipe Nationale Belge     | Emeryson-Maserati    |            | -         |